# سیارک ۹۱۱۹
سیارک ۹۱۱۹ (به انگلیسی: 9119 Georgpeuerbach، نامگذاری:1998DT) نه هزار و صد و نوزدهمین سیارک کشف شده‌است که در ۱۸ فوریه ۱۹۹۸ کشف شد.
قدر مطلق سیارک برابر ۱۳٫۹۰ است.